# Bento Antônio Vaía
Bento Antônio Vaía, primeiro e único conde de Sarapuí, (Rio de Janeiro, 1780 – 1 de dezembro de 1843).
Era filho de Bartolomeu José Vaía e Francisca Josefa de Azeredo Coutinho. De origem galega, era parente de Luís Vaía Monteiro, governador do Rio de Janeiro. Casou-se com Rita Clara de Araújo, com quem teve uma única filha: Cecília Rosa de Araújo Vaía, dama do Paço, que se casou com Pedro Caldeira Brant, conde de Iguaçu.
Era Gentil Homem da Imperial Câmara, Guarda-Roupa do Imperador e Grande do Império.